# Otto Landén

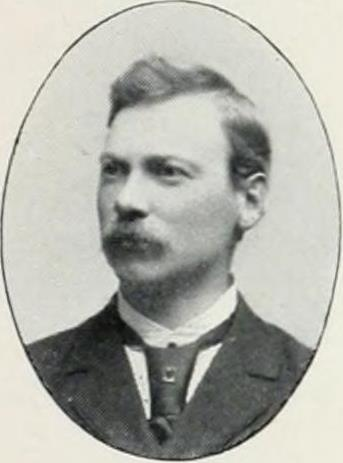
Otto Landén.

Otto Vilhelm Landén, född 24 februari 1863 i Söderala församling, Gävleborgs län, död 12 oktober 1945 i Brännkyrka församling, Stockholm, var en svensk ämbetsman och skattesakkunnig.
Landén avlade hovrättsexamen i Uppsala 1886, blev länsbokhållare i Jämtlands län 1887, kronofogde 1891 och tillförordnad landskamrerare 1898 samt utnämndes till landskamrerare 1906 i Kopparbergs och 1915 i Östergötlands län. Redan 1904 och 1906 anlitades han som sakkunnig inom finansdepartementet och hade från 1908 sin huvudsakliga verksamhet i Stockholm, där han togs i anspråk för sakkunniguppdrag och kommittéer under departementet rörande stämpelskatten samt arvsskatten och gåvoskatt (1910), värdestegringsskatt (1910–1912), kommunalskatten (1911–1917), värnskatten (1913–1914), krigskonjunkturskatten (1915–1920), inkomst- och förmögenhetsskatten (1918–1923) och nöjesskatten (1919). 
Som en av 1910 års värdestegringsskattesakkunniga förordnades Landén 1911 och 1912 att deltaga i 1910 års kommunalskattesakkunnigas arbeten, men då han därvid företrädde avvikande synpunkter, erhöll han 1915 särskilt uppdrag att självständigt utarbeta dessa och framlade dem i Betänkande om allmänna grunder för den kommunala skattereformen med utkast till lag om kommunal beskattning (1917; med ett tilläggshäfte Om jordräntestegringsskatt samma år). 
Som ordförande hos 1918 års inkomstskattesakkunniga utarbetade Landén i huvudsak del 1 av 1923 års betänkande om inkomst- och förmögenhetsskatt (Förslag till förordning jämte motivering). Han utgav dessutom en rad handböcker med kommentarer och hjälptabeller till skattelagar, bland annat Arvsskatt och skatt för gåva (1914) och Handledning för beskattningsnämnder vid 1921 års taxering (1920). Hans utredningar och förslag kom i viktiga delar till tillämpning i skattelagstiftningen.